# تاریخ زمین‌شناختی زمین

زمان زمین‌شناختی در نموداری که ساعت زمین‌شناختی نامیده می‌شود، نشان داده شده است که نشان‌دهندهٔ طول نسبی دوره‌های تاریخ زمین و رویدادهای عمدهٔ آن است.

تاریخ زمین‌شناختی زمین (انگلیسی: Geological history of Earth) به بررسی رویدادهای عمده در زمین براساس مقیاس زمانی زمین‌شناسی می‌پردازد که سامانه‌ای از اندازه‌گیری‌های زمین‌گاه‌شناسانه برمبنای مطالعهٔ لایه‌های سنگی زمین (چینه‌شناسی) است.
زمین حدود ۴٫۵۴ میلیارد سال پیش به شکل توده‌ای از گرد و غبار و گاز باقی‌مانده از پیدایش خورشید پدید آمد که باعث ایجاد بقیهٔ منظومه شمسی نیز گردید.
زمین در ابتدا به دلیل آتشفشان‌خیزی زیاد و برخورد مداوم سایر اجسام آسمانی به‌صورت مذاب بود. سرانجام لایهٔ بیرونیِ این سیاره سرد شده و پوسته را تشکیل داده که منجر به پدیدآمدن آب در جو زمین گردید. پس از آن، به فاصلهٔ کوتاهی و احتمالاً در نتیجهٔ برخورد ناگهانی جسمی در اندازهٔ سیارهٔ مریخ و با جرمی در حدود ۱۰٪ جرم زمین، ماه شکل گرفت. برخی از این اجسام با زمین ادغام شد و ترکیب داخلی زمین را تغییر داد و بخشی از آن از زمین جدا شد و به فضا پرتاب گردید که برخی از این مواد ماه را تشکیل دادند. گازهای خروجی و فعالیت‌های آتشفشانی، اتمسفر اولیهٔ زمین را شکل دادند. بخار آب متراکم به همراه یخ ناشی از دنباله‌دارها نیز اقیانوس‌ها را پدیدآوردند.
همزمان با تغییرشکل سطح زمین طی صدها میلیون سال، قاره‌ها تشکیل شده و به قطعات کوچک‌تری تقسیم شدند. گاهی بر اثر زمین‌ساخت صفحه‌ای و پیوستن قاره‌ها به یکدیگر، ابرقاره پدید می‌آمد. حدود ۷۵۰ میلیون سال پیش، نخستین ابرقارهٔ شناخته‌شده به نام رودینیا شروع به تقسیم‌شدن به قطعات کوچک‌تر نمود. قاره‌های بعدی دوباره به هم پیوسته و ابرقارهٔ پانوتیا را در حدود ۶۰۰ تا ۵۴۰ میلیون سال پیش پدیدآوردند و سرانجام ابرقارهٔ پانجه‌آ شکل گرفت که حدود ۱۸۰ میلیون سال پیش به قاره‌های کوچک‌تر تقسیم شد.
الگوی کنونیِ دوره‌های یخبندان حدود ۴۰ میلیون سال پیش آغاز شد و سپس در اواخر دورهٔ پلیوسن تشدید شد. از آن زمان، مناطق قطبی دارای چرخهٔ پیوستهٔ دوره‌های یخچالی و دوره‌های گرم بوده‌اند که هر ۴۰ تا ۱۰۰ هزار سال تکرار می‌شود. آخرین عصر یخبندان از عصر یخبندان کنونی حدود ۱۰هزار سال پیش پایان یافت.